# Capul Penck
Capul Penck este un punct acoperit de gheață aflat la 35 de mile de Gaussberg separând Coasta Leopold și Astrid de Ținutul Wilhelm al II-lea. 
A fost notat pe o hartă pentru prima dată de către o echipă de exploratori australieni. Este numit după geograful german Albrecht Penck.
În prezent, capul se află sub conducerea Australiei. 